# Ельчанинов, Матвей Максимович
Матвей Максимович Ельчанинов (8 августа 1756 — 1816) — генерал-майор флота, герой русско-турецкой войны.

## Биография
Родился 8 августа 1756 года, в 1769 году поступил в Морской кадетский корпус, из которого выпущен в 1775 году мичманом в Балтийский флот.
С 1778 года Ельчанинов находился в Черноморском флоте и в 1781—1784 годах командовал ботом «Елан» и пакетботами «Битюг» и «Карабуг» ежегодно крейсировал по Чёрному и Азовскому морям между Таганрогом и Константинополем. В 1786 году произведён в капитан-лейтенанты.
С открытием в 1787 году кампании против турок, Ельчанинов, командуя фрегатом «Фанагория», сражался у острова Фидониси и за отличие был произведён капитаны 2-го ранга. В 1790 году Ельчанинов командовал кораблём «Рождество Христово» и отличился в сражении в Керченском проливе, за что 9 февраля 1791 года был произведён в капитаны 1-го ранга и награждён орденом св. Георгия 4-й степени (№ 415 по кавалерскому списку Судравского и № 802 по списку Григоровича — Степанова)
За храбрые подвиги, оказанные в сражении 28 и 29 августа 790 года на Черном море против турецкого флота.
Затем Ельчанинов сражался у крепости Хаджибей и блестяще проявил себя в бою у мыса Калиакрии, за что 11 сентября 1792 года был пожалован золотым оружием с надписью «За храбрость».
По окончании военных действий Ельчанинов в 1793—1794 годах осуществлял наблюдение за постройкой канонерских лодок на реке Сож и в следующие два года руководил переводом новопостроенных лодок в Николаев.
В 1797 году Ельчанинов был определён советником Московской адмиралтейской конторы, а с 1798 года был назначен старшим советником при той же конторе и исполнял эти обязанности до 1804 года, причём в 1800 году осуществил генеральную инспекцию Астраханского порта. 28 ноября 1799 года был произведён генерал-майоры флота.
4 января 1805 года Ельчанинов был уволен в отставку и скончался 16 августа 1816 года (по другим данным умер 24 мая 1816 года).